# Søren Lodberg Hvas
Søren Lodberg Hvas (født 5. april 1940 i Thyborøn) er en dansk cand.theol. og var 1991-2010 biskop over Aalborg Stift.
Han blev student fra Vestjysk Gymnasium i 1959 og kandidat i teologi i 1967. Frem til 1970 var han kandidatstipendiat ved Institut for Kristendomskundskab, Danmarks Lærerhøjskole, hvorefter han blev præst i Nordby på Fanø. Han fik en licentiatgrad i pædagogik i 1972. I 1980 flyttede han til Sønderjylland, hvor han blev præst og domprovst ved Haderslev Domkirke. Han har haft mange tillidshverv, bl.a. har han siden 1999 været præsident for Dansk Kirke i Udlandet, ligesom han har siddet i Salmebogskommissionen.
Hvas blev Kommandør af Dannebrog i 2004.